# Sporting Kansas City
Sporting Kansas City este un club de fotbal din S.U.A. cu sediul în zona metropolitană a orașului Kansas City, Missouri. Echipa evoluează în Major League Soccer și face parte din Conferința de Vest. Dispută meciurile de acasă pe stadionul Children's Mercy Park unde s-a mutat în 2011.
Sporting Kansas City a început să joace în 1996 sub numele Kansas City Wiz. Echipa fusese fondată de Lamar Hunt în 1995. Începând din 1997, franciza a fost numită Kansas City Wizards. Echipa și-a schimbat numele în noiembrie 2010, coincizând cu mutarea pe noul său stadion, Children's Mercy Park. De când s-au mutat peste granița statului, a fost singura franciză majoră de ligă sportivă profesionistă care a jucat meciurile de acasă în Kansas.

## Palmares
| Național                 | Național | Național               | Național |
| Competițtii              | Titluri  | Sezoane                |          |
| ------------------------ | -------- | ---------------------- | -------- |
| Cupa MLS                 | 2        | 2000, 2013             |          |
| MLS Supporters' Shield   | 1        | 2000                   |          |
| Lamar Hunt U.S. Open Cup | 4        | 2004, 2012, 2015, 2017 |          |

### Trofee individuale de club
- Premiul MLS Fair Play (4): 1998, 2002, 2005, 2006
- Liga Campionilor CONCACAF Premiul Fair Play: 2019

## Jucători notabili
| - Claudio López (2008–09) - Samuel Ekeme (1996) - Miklos Molnar (2000) - Jimmy Nielsen (2010–13) - Stéphane Auvray (2010–11) - Craig Rocastle (2010–11) - Roger Espinoza (2008–12) - Sunil Chhetri (2010) - Jermaine Hue (2005–06) - Onandi Lowe (2001) - Khari Stephenson (2004–05) - Shavar Thomas (2004–06, 2010–11) - Omar Bravo (2011) - Uche Okafor (1996–00) - Richard Gough (1997) - Mo Johnston (1996–01) | - Kei Kamara (2009–13) - Daneil Cyrus (2011) - Gary Glasgow (2000–02) - Scott Sealy (2005–08) - Davy Arnaud (2002–11) - Chris Brown (1999–03) - José Burciaga, Jr. (2001–07) - Mark Chung (1996–98) - Jimmy Conrad (2003–10) - Nick Garcia (2000–07) - Francisco Gomez (1999–04) - Herculez Gomez (2008–09) - Diego Gutiérrez (1996–97, 2002–05) - Michael Harrington (2007–12) - Kevin Hartman (2007–09) | - Chris Henderson (1999–00) - Jack Jewsbury (2003–10) - Eddie Johnson (2006–07) - Chris Klein (1998–05) - Alexi Lalas (1999) - Tony Meola (1999–04) - Bo Oshoniyi (2000–06) - Steve Pittman (1997) - Preki (1996–00, 2002–05) - Mike Sorber (1996) - Peter Vermes (2000–02) - Sasha Victorine (2005–08) - Josh Wolff (2003–06, 2008–10) - Kerry Zavagnin (2000–08) - Vitalis Takawira (1996–00) |